# 플루트 소나타 내림나장조 (베토벤)
플루트 소나타 내림나장조, Ahn 4는 루트비히 판 베토벤의 죽음 이후 그의 서류에서 발견된 플루트와 건반을 위한 작품이다. 1906년까지 출판되지 않았다.

## 배경
베토벤의 죽음 이후, 그의 서류에서는 피아노 삼중주, WoO 38, 피아노 소나타, WoO 51, 론디노, WoO 25, 그리고 플루트와 건반을 위한 이 소나타를 포함한 많은 미발표 작품이 발견되었다.
알렉산더 세이어는 이 소나타가 발견되었을 때, 원고가 베토벤의 필체가 아니기 때문에 귀속에 있어서 문제가 된다고 지적했다. 반면에 음악 학자 윌리 헤스는 베토벤이 이 작품과 개인적으로 관련이 없다면, 그의 서류에서 이 작품의 원고를 보존하지 않았을 것이라고 주장했다.
실제로 이 작품이 베토벤에 의해 쓰여졌다면, 1790–1792년 경에 작곡된 것으로 추정된다.
원고는 처음에 아르타리아 사에서 입수했지만, 작품을 출판하지 않기로 선택했다. 소나타가 마침내 출판된 것은 1906년 브라이트코프 운트 헤르텔 사를 통해서였다. 원고의 현재 위치는 알 수 없다.

## 구조
이 작품은 네 개의 악장으로 구성되어 있다. 연주 시간은 22분 정도가 소요된다.
- 제1악장. 알레그로 (내림나장조)
- 제2악장. 폴로네이즈 (내림나장조) - 트리오 (바장조)
- 제3악장. 라르고 (내림마장조)
- 제4악장. 변주곡. 알레그레토 (내림나장조)

칼라 리스는 2008년 나이브 레코드에 의해 발매된 소나타의 녹음 리뷰에서, 이 소나타는 두 악기가 멜로디 소재를 공유하는 진정한 이중주라고 언급했다. 그녀는 또한 플루트에 관한 기록을 근거로 하여 이 작품이 바이올린 소나타의 것을 옮겨 쓴 것 일 수도 있다고 추측했다.

## 참조
각주
1. ↑  Watson 2012, 288쪽
2. ↑  Anderson 2018
3. ↑  Rees 2008
4. ↑  Rees 2008

출처
- Anderson, Keith (2018). 《Beethoven, L. van: Flute Works, Vol. 2》 (CD). Naxos. 8.573570. 2021년 6월 26일에 원본 문서에서 보존된 문서. 2020년 12월 25일에 확인함.
- Rees, Carla (2008년 4월 8일). “Review: Music For Flute (Naive V5128)”. Musicweb International. 2015년 10월 6일에 확인함.
- Thayer, Alexander Wheelock (1921). 《The Life of Beethoven》 1. New York: G. Schirmer, Inc.
- Watson, Angus (2012). 《Beethoven's Chamber Music in Context》. Woodbridge: Boydell Press. ISBN 978-1-84383-716-9.